# Imerina mabillalis
Imerina mabillalis är en fjärilsart som beskrevs av Émile Louis Ragonot 1891. Imerina mabillalis ingår i släktet Imerina och familjen mott. Inga underarter finns listade i Catalogue of Life.